# Amador Guerra y Gifre
Amador Guerra y Gifre (Garriguella, 1825 o 1835-Puigcerdá, 1885) fue un jurista español.

## Biografía
Nacido, según la fuente, el 3 de enero de 1825 o el 4 de enero de 1835 en la localidad gerundense de Garriguella,siguió la carrera de abogado hasta el doctorado. En 1846 fue nombrado regente de primera clase por la facultad de jurisprudencia, habiendo desempeñado cátedra de diferentes asignaturas en la Universidad de Barcelona y en el siguiente año fue nombrado secretario de la Junta directiva del canal de la Infanta 6 de la izquierda del Llobregat, cargo que desempeñó hasta 1883 en que renunció. En 1878 fue elegido presidente de la Academia de Jurisprudencia y Legislación de Cataluña y reelegido en el año siguiente, pero no aceptó. Fue autor de la obra Legislación y jurisprudencia (1880). En 1879 leyó en la Academia de jurisprudencia y legislación un discurso sobre la urgente necesidad de algunas reformas en el procedimiento civil. En opinión de Elías de Molins «fué abogado de sólida fama, y en el foro catalán su nombre, debe ser siempre tenido en estima por su clara inteligencia y conocimientos en el derecho pátrio». Falleció en Puigcerdá en 22 de diciembre de 1885.